# Anopheles carnevalei
Anopheles carnevalei este o specie de țânțari din genul Anopheles, descrisă de Brunhes, Le Goff și Geoffroy în anul 1999. Conform Catalogue of Life specia Anopheles carnevalei nu are subspecii cunoscute.